# Navy Times
Нейви Таймз (англ. Navy Times, ISSN 0028-1697) — американська газета, яку видають 26 разів на рік. Обслуговує активний, резервний і відставний персонал ВМС США та їхні сім'ї, надаючи новини, інформацію, аналіз, особливості способу життя суспільства, навчальні додатки та посібники з ресурсів. Navy Times також повідомляє про берегову охорону США. Navy Times видається Sightline Media Group, портфельною компанією приватної інвестиційної компанії Regent.